# چی شیا
چی (چینی: 启) پسر یوی بزرگ و دومین فرمانروای اسطوره‌ای تاریخ چین از دودمان شیا بود. او حدود نه یا ده سال فرمانروایی کرد. او شانزده سال فرمانروایی نموده و پس از آن درگذشت.